# Grupo de Autodefesa Tuaregue Ingade e Aliados

Bandeira do grupo.

Grupo de Autodefesa Tuaregue Ingade e Aliados (em francês:  Groupe autodéfense touareg Imghad et alliés, abreviado GATIA) é um grupo armado em Azauade, Mali. Muitos de seus 500 a 1.000 combatentes são tuaregues ingadas e o grupo apoia o governo e o exército do Mali.

## História
O GATIA foi fundado em 14 de agosto de 2014 como um grupo de autodefesa dos residentes locais armados, em resposta à derrota do Exército do Mali na  Batalha de Kidal em 21 de maio de 2014 para o Movimento Nacional de Libertação do  Azauade (MNLA).
Em colaboração com as forças francesas, o GATIA e o Movimento para a Salvação de Azauade (MSA) lançaram uma operação conjunta em 23 de fevereiro de 2018 para capturar ou matar Abu Walid al-Sahrawi, o comandante do Estado Islâmico no Mali. Sahrawi conseguiu escapar da captura, porém seis militantes do Estado Islâmico foram mortos nos confrontos.
As forças do GATIA-MSA entraram em confronto com os militantes do Estado Islâmico de 2 a 5 de junho de 2018. O comandante do Estado Islâmico, Almahmoud Ag Akawkaw, foi capturado, enquanto Amat Ag Assalate foi morto durante a batalha.

## Ideologia
O GATIA é um grupo do pró-governo do Mali e se opõe ao MNLA e a um Azauade independente.